# 한국교회총연합
한국교회총연합(The United Christian Churches of Korea) 혹은 줄여서 한교총은 한국교회교단장회의를 모태로 출범한 한국교회 교단연합기관이다. 현재 대한민국 최대의 교회 협의체 지위를 가지고 있으며 개신교계 전체에 대한 대표성을 확보하고 있다. 개신교계 주요 대형 교단 대부분이 회원으로 가입되어 활동하고 있으며 회원 교단의 규모는 대한민국 전체 개신교인 수의 95% 가량에 해당한다.
한국기독교총연합회(한기총)에서 탈퇴한 대규모 교단이 연합에 가입하였다.

## 연혁
- 2001. 12. 17.  교단장협의회 창립(교육부 인가 받은 신학교를 가진 24개 교단 참여)
- 2015. 06. 30.  회의 명칭을 교단장회의로 변경
- 2016. 08. 24.  한국교회 연합기관 통합 논의 제기
- 2016. 11. 24.  한국교회 연합운동의 새로운 틀인 교단중심의 연합기관 설립 결의
- 2016. 12. 22.  교단중심의 기관연합 추진 및 가칭 <한국교회총연합회> 출범 결의
- 2017. 01. 09.  정동제일교회당에서 한국교회총연합회 출범감사예배
- 2017. 08. 16.  한국교회100주년기념관에서 한교연과 통합 합의로 한국기독교연합 출범 창립총회
- 2017. 12. 05.  기독교연합회관에서 한국교회총연합 제1회 총회 개최
- 2018. 07. 20.  한국교회100주년기념관에서 법인설립을 위한 임시총회 개회
- 2018. 12. 06.  한국교회100주년기념관에서 제2회 총회 개최
- 2018. 12. 21.  서울시로부터 법인설립 허가
- 2018. 02. 20.  여전도회관에서 법인설립 감사예배

## 주요 사업
- 평화통일
- 선교협력
- 언론홍보
- 예산심의
- 바른신앙
- 사회정책
- 교류협력
- 회원실사
- 교육협력

## 회원 교단
- 대한예수교장로회(합동)
- 대한예수교장로회(통합)
- 대한예수교장로회(백석대신)
- 기독교대한감리회
- 기독교한국침례회
- 기독교대한하나님의성회
- 기독교대한성결교회
- 대한예수교장로회(고신)
- 대한예수교장로회(개혁)
- 예수교대한성결교회
- 기독교대한하나님의성회(서대문)
- 대한예수교장로회(합신)
- 대한예수교장로회 합동중앙총회
- 대한기독교나사렛성결회
- 그리스도의교회협의회
- 대한예수교장로회(웨신)
- 대한예수교장로회(보수)
- 대한예수교장로회(합동보수A)
- 대한예수교장로회 (성경)
- 대한예수교장로회 (정통보수)
- 대한예수교장로회 (합동복구)
- 대한예수교복음교회
- 그리스도의교회 교역자협의회
- 대한예수교장로회 (합동보수)
- 대한예수교장로회 (진리)
- 대한예수교장로회 (보수개혁)
- 기독교한국루터회
- 대한예수교장로회 (예장)
- 대한예수교장로회 (합동선목)
- 예수교대한감리회

## 대표 회장
- 창 립 : 김선규 이성희 전명구 정서영 (2017. 8. 16. ~ 2017. 12. 5)
- 제1회 : 전계헌 최기학 전명구 이영훈 (2017. 12. 5. ~ 2018. 12. 6.)
- 제2회 : 이승희 박종철 김성복 (2018. 12. 6. ~ 2022. 11. 24)
- 제3회 : 이영훈 목사 (단독회장: 기하성 대표총회장)

## 같이 보기
- 한국기독교교회협의회
- 한국교회연합
- 대한예수교장로회연합회
- 한국기독교총연합회
- YMCA